# Refirente

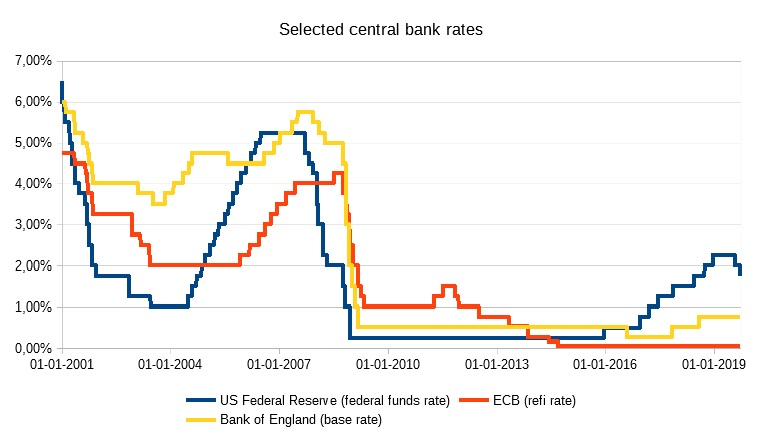
Refirente van de FED, ECB en Bank of England

De refirente (refinancing rate) of herfinancieringsrente, ook wel gekend als reporente (repurchase operation), is de rente die banken / financiële instellingen betalen aan de centrale bank wanneer zij geld opnemen.
Met ingang van de start van de derde fase van de Europese Monetaire Unie, op 1 januari 1999, kwam de vaste voorschotrente als tarief van De Nederlandsche Bank te vervallen. Vanaf dat moment stelt de Europese Centrale Bank, doorgaans eenmaal per maand, het tarief van de belangrijkste herfinancieringsrente vast.
Omdat commerciële banken, vanwege het bestaan van een minimum-reserveplicht (kasreserveverplichting) en het daardoor veroorzaakte structurele tekort aan liquiditeit op de geldmarkt, afhankelijk zijn van het geld van de centrale bank, kan de centrale bank door het vaststellen van de refirente de rentetarieven op de geldmarkt beïnvloeden. In de praktijk ziet men dit terug in het feit dat de zeer korte rente op de geldmarkt (in Europa weergegeven door EONIA) de refirente volgt.
Naast de refirente stelt de ECB maandelijks nog twee andere rentetarieven vast: de rente voor de marginale beleningsfaciliteit (marginal lending facility) en de rente voor de depositofaciliteit (deposit facility). Via deze tarieven kunnen banken overnight (extra) geld lenen (als ze een tekort hebben en het geld niet op de geldmarkt kunnen of willen lenen) resp. storten (als ze een overschot hebben en het geld niet op de geldmarkt kunnen of willen uitlenen). De tarieven voor deze faciliteiten liggen doorgaans één procentpunt hoger resp. één procentpunt lager dan de main refinancing rate en zijn dus relatief onaantrekkelijk.

## Inleidende verklaring van de persconferentie van de Europese Centrale Bank
Renteverhogingen worden door de president aangekondigd tijdens de inleidende verklaring van de maandelijkse persconferentie. Het is bovendien een goed gebruik van de ECB om een renteverhoging een maand van tevoren al aan te kondigen.
Wanneer de bankpresident de woorden 'closely monitoring' en 'accommodative' bezigt, dan houdt de ECB slechts vinger aan de pols en verandert er bij het volgende rentebesluit doorgaans niets. De termen 'vigilance' en 'strong vigilance' daarentegen hinten op een naderende renteverhoging.

## Niveaus refirente van de Europese Centrale Bank
De volgende grafiek toont de door de ECB gehanteerde herfinancieringsrentes en depositorentes sinds 1999.Vanwege een beveiligingsprobleem met de MediaWiki Graph-software is het momenteel niet mogelijk deze grafiek weer te geven. Zodra de software is bijgewerkt zal de grafiek vanzelf weer zichtbaar worden.